# Liste der Kulturdenkmale in Wintger
In der Liste der Kulturdenkmale in Wintger sind alle Kulturdenkmale der luxemburgischen Gemeinde Wintger aufgeführt (Stand: 15. Juli 2025).

## Kulturdenkmale nach Ortsteil

### Bögen
| Bild           | Bezeichnung          | Lage                  | Beschreibung | Stufe | Eingetragen seit |
| -------------- | -------------------- | --------------------- | ------------ | ----- | ---------------- |
|                | ehemaliger Bauernhof | 32, Om Knupp (Karte)  |              | PCN   | 23. Juli 2021    |
| Weitere Bilder | Kirche St-Martin     | Duerefstrooss (Karte) |              | PCN   | 27. Mai 2024     |

### Dönningen
| Bild           | Bezeichnung                          | Lage                     | Beschreibung | Stufe | Eingetragen seit |
| -------------- | ------------------------------------ | ------------------------ | ------------ | ----- | ---------------- |
|                | Gebäude                              | 28, Haaptstrooss (Karte) |              | PCN   | 15. Februar 2021 |
|                | Gebäude                              | 13, Op de Knupp (Karte)  |              | PCN   | 17. April 2024   |
| Weitere Bilder | Kirche St-Jean-Baptiste mit Friedhof | (Karte)                  |              | PCN   | 16. Juni 2025    |

### Emeschbach
| Bild | Bezeichnung                | Lage    | Beschreibung | Stufe | Eingetragen seit                     |
| ---- | -------------------------- | ------- | ------------ | ----- | ------------------------------------ |
|      | Gelände der Schiefergruben | (Karte) |              | PCN   | 24. Juni 2021 und 29. September 2021 |

### Fünfbrunnen
| Bild           | Bezeichnung               | Lage                    | Beschreibung | Stufe | Eingetragen seit |
| -------------- | ------------------------- | ----------------------- | ------------ | ----- | ---------------- |
| Weitere Bilder | Kloster mit Nebengebäuden | Klousterstrooss (Karte) |              | PCN   | 8. Januar 2021   |

### Heisdorf
| Bild           | Bezeichnung       | Lage                   | Beschreibung | Stufe | Eingetragen seit |
| -------------- | ----------------- | ---------------------- | ------------ | ----- | ---------------- |
| Weitere Bilder | Kirche St-Nicolas | Kierchestrooss (Karte) |              | PCN   | 14. Mai 2024     |

### Helzingen
| Bild                 | Bezeichnung                                              | Lage                         | Beschreibung | Stufe | Eingetragen seit  |
| -------------------- | -------------------------------------------------------- | ---------------------------- | ------------ | ----- | ----------------- |
| Weitere Bilder       | Kapelle St-Thomas mit Ausstattung und umgebendem Gelände | (Karte)                      |              | PCN   | 28. Dezember 1961 |
| Weitere Bilder       | Kirche St-Martin mit umliegendem Friedhof                | (Karte)                      |              | PCN   | 12. November 1980 |
| ehemaliger Bauernhof | ehemaliger Bauernhof                                     | 26, Laast d’Bouschen (Karte) |              | PCN   | 10. Dezember 2021 |
| ehemaliger Bauernhof | ehemaliger Bauernhof                                     | 45, Duärrefstrooss (Karte)   |              | PCN   | 10. Dezember 2021 |
|                      | Gebäude                                                  | 25, Duärrefstrooss (Karte)   |              | PCN   | 14. März 2025     |

### Hoffelt
| Bild                                                         | Bezeichnung                                                  | Lage                       | Beschreibung | Stufe | Eingetragen seit |
| ------------------------------------------------------------ | ------------------------------------------------------------ | -------------------------- | ------------ | ----- | ---------------- |
| Weitere Bilder                                               | Kirche St-Eloi                                               | (Karte)                    |              | PCN   | 14. Mai 2024     |
| alte Mühle mit Nebengebäuden, Plätzen, Park, Wiese und Kanal | alte Mühle mit Nebengebäuden, Plätzen, Park, Wiese und Kanal | „Bei der Neumühle“ (Karte) |              | IS    | 15. Februar 1990 |

### Niederwampach
| Bild      | Bezeichnung               | Lage                      | Beschreibung | Stufe | Eingetragen seit |
| --------- | ------------------------- | ------------------------- | ------------ | ----- | ---------------- |
| Bauernhof | Bauernhof                 | 3 und 7, A Beetel (Karte) |              | PCN   | 24. Juni 2021    |
|           | Archäologische Fundstätte | „Kaessel“ (Karte)         |              | PCN   | 2. März 2022     |

### Oberwampach
| Bild                                        | Bezeichnung                                 | Lage                      | Beschreibung | Stufe | Eingetragen seit  |
| ------------------------------------------- | ------------------------------------------- | ------------------------- | ------------ | ----- | ----------------- |
|                                             | ehemalige Schule                            | 2, Om Kiemel (Karte)      |              | PCN   | 20. November 2020 |
| Weitere Bilder                              | Kirche St-Remacle                           | (Karte)                   |              | PCN   | 20. November 2020 |
| Schloss Oberwampach mit Wirtschaftsgebäuden | Schloss Oberwampach mit Wirtschaftsgebäuden | 26, Duerefstrooss (Karte) |              | PCN   | 10. Dezember 2021 |

### Schimpach
| Bild      | Bezeichnung | Lage                     | Beschreibung | Stufe | Eingetragen seit |
| --------- | ----------- | ------------------------ | ------------ | ----- | ---------------- |
| Bauernhof | Bauernhof   | 47, Haaptstrooss (Karte) |              | PCN   | 22. April 2020   |
|           | Gebäude     | 4, an den Dall (Karte)   |              | PCN   | 15. Juli 2020    |

### Trotten
| Bild           | Bezeichnung                                                       | Lage                                | Beschreibung | Stufe | Eingetragen seit |
| -------------- | ----------------------------------------------------------------- | ----------------------------------- | ------------ | ----- | ---------------- |
|                | Gebäude                                                           | 25, Hannerhasselter Strooss (Karte) |              | PCN   | 29. Januar 2025  |
| Weitere Bilder | Hochaltar, Seitenaltäre und Kommunionbank der Kirche St-Sylvestre | (Karte)                             |              | IS    | 11. August 1936  |

### Weiler
| Bild                  | Bezeichnung           | Lage                         | Beschreibung | Stufe | Eingetragen seit |
| --------------------- | --------------------- | ---------------------------- | ------------ | ----- | ---------------- |
| Bauernhof mit Kapelle | Bauernhof mit Kapelle | 9-15, Duärrefstrooss (Karte) |              | PCN   | 26. Juni 2023    |

### Wintger
| Bild           | Bezeichnung        | Lage    | Beschreibung | Stufe | Eingetragen seit |
| -------------- | ------------------ | ------- | ------------ | ----- | ---------------- |
| Weitere Bilder | Kapelle St-Bernard | (Karte) |              | PCN   | 14. April 2025   |

Legende: PCN – Immeubles et objets bénéficiant des effets de classement comme patrimoine culturel national; IS – Immeubles et objets inscrits à l’inventaire supplémentaire

## Quelle
- Liste des immeubles et objets beneficiant d’une protection nationales, Nationales Institut für das gebaute Erbe, Fassung vom 12. September 2022, S. 137 f. (PDF)

- Karte mit allen Koordinaten:
- OSM |
- WikiMap

Bad Mondorf |
Bartringen |
Bauschleiden |
Bech |
Beckerich |
Befort |
Berdorf |
Bettemburg |
Bettendorf |
Betzdorf |
Bissen |
Biwer |
Burscheid |
Bous-Waldbredimus |
Clerf |
Colmar-Berg |
Consdorf |
Contern |
Dalheim |
Diekirch |
Differdingen |
Dippach |
Düdelingen |
Echternach |
Ell |
Ernztalgemeinde |
Erpeldingen an der Sauer |
Esch an der Alzette |
Esch an der Sauer |
Ettelbrück |
Fels |
Feulen |
Fischbach |
Flaxweiler |
Frisingen |
Garnich |
Goesdorf |
Grevenmacher |
Grosbous-Wahl |
Habscht |
Heffingen |
Helperknapp |
Hesperingen |
Junglinster |
Käerjeng |
Kayl |
Kehlen |
Kiischpelt |
Koerich |
Kopstal |
Lenningen |
Leudelingen |
Lintgen |
Lorentzweiler |
Luxemburg |
Mamer |
Manternach |
Mersch |
Mertert |
Mertzig |
Monnerich |
Niederanven |
Nommern |
Parc Hosingen |
Petingen |
Préizerdaul |
Pütscheid |
Rambruch |
Reckingen/Mess |
Redingen/Attert |
Reisdorf |
Remich |
Roeser |
Rosport-Mompach |
Rümelingen |
Saeul |
Sandweiler |
Sassenheim |
Schengen |
Schieren |
Schifflingen |
Schüttringen |
Stadtbredimus |
Stauseegemeinde |
Steinfort |
Steinsel |
Strassen |
Tandel |
Ulflingen |
Useldingen |
Vianden |
Vichten |
Waldbillig |
Walferdingen |
Weiler zum Turm |
Weiswampach |
Wiltz |
Winseler |
Wintger |
Wormeldingen